# The Guardians of the Galaxy Holiday Special
The Guardians of the Galaxy Holiday Special (Br: Guardiões da Galáxia: Especial de Festas; Prt: Guardiões da Galáxia: Especial Boas Festas) é um especial de televisão estadunidense de 2022 escrito e dirigido por James Gunn para o Disney+, baseado na equipe de mesmo nome, da Marvel Comics. É o segundo Marvel Studios Special Presentation do Universo Cinematográfico Marvel (MCU), compartilhando continuidade com os filmes e séries da franquia. O especial é produzido pelo Marvel Studios e segue os Guardiões da Galáxia enquanto eles celebram o Natal e procuram um presente para seu líder, Peter Quill. O especial também é produzido pela Troll Court Entertainment.
Chris Pratt, Dave Bautista, Karen Gillan, Pom Klementieff, Vin Diesel, Bradley Cooper, Sean Gunn e Michael Rooker reprisam seus papéis dos filmes anteriores do UCM, com a banda Old 97's e "apresentando" Kevin Bacon. Gunn trabalhou no conceito do especial durante a produção de Guardians of the Galaxy Vol. 2 (2017) antes de ser anunciado em dezembro de 2020. As filmagens ocorreram de fevereiro ao final de abril de 2022 em Atlanta, Geórgia e Los Angeles, durante a produção de Guardians of the Galaxy Vol. 3 (2023).
The Guardians of the Galaxy Holiday Special foi lançado no Disney+ em 25 de novembro de 2022, sendo a conclusão da Fase Quatro do UCM. O especial recebeu avaliações positivas da crítica por seu humor, a direção de Gunn e as atuações de Klementieff, Bautista e Bacon.

## Enredo
Os Guardiões da Galáxia compram Luganenhum do Colecionador e começam a reconstruí-lo, após o ataque a ele, e aceitam Cosmo como um novo membro. Com o Natal chegando, Kraglin Obfonteri conta aos Guardiões a história de como Yondu Udonta arruinou o Natal de Peter Quill em sua infância. Mantis fala com Drax sobre como encontrar um presente perfeito para Quill, já que ele ainda está deprimido por causa de Gamora. Ela também menciona a Drax sobre ser meia-irmã de Quill, já que ambos compartilham um pai, Ego, mas ela se recusa a contar a verdade a Quill, com medo de lembrá-lo dos atos horríveis de seu pai. Depois de pensar em ideias, eles concordam em ir para a Terra e resgatar o herói de infância de Quill, Kevin Bacon.
Mantis e Drax voam para a Terra e pousam em Los Angeles, Califórnia, onde começam a procurar Bacon. Eventualmente, depois de tirar fotos com fãs e ir a um bar, eles recebem um mapa da casa das estrelas, da dona de uma loja para turistas, e o usam para localizar a casa de Bacon em Beverly Hills. Bacon, que espera que sua família volte para casa, fica apavorado com o aparecimento de Mantis e Drax e tenta fugir. A polícia chega para ajudar, mas Mantis usa seus poderes e coloca os policiais para dormir e deixa Bacon em transe. Ao retornarem a Luganenhum, Mantis e Drax descobrem, para sua decepção, que Bacon é um ator e não um herói de verdade. Mais tarde, os Guardiões surpreendem Quill com uma celebração de Natal, mas Quill se desespera ao saber que Bacon foi sequestrado contra sua vontade e exige que ele seja levado de volta para casa. Kraglin, no entanto, convence Bacon a ficar contando a ele como ele inspirou o heroísmo de Quill. Bacon concorda em ficar e comemorar o Natal com os Guardiões antes de voltar para casa. Mais tarde, Quill e Mantis se reconciliam quando ela revela a verdade sobre sua conexão familiar, enquanto Quill revela a história completa de Yondu aceitando o presente de Natal de Quill e dando a ele suas armas.
Em uma cena pós-créditos, Rocket e Cosmo ajudam a decorar Groot como uma árvore de Natal, mas Groot acidentalmente faz com que as luzes caiam dele.

## Elenco
- Chris Pratt como Peter Quill / Senhor das Estrelas:
O líder meio humano, meio celestial dos Guardiões da Galáxia, que foi sequestrado da Terra quando criança e criado por um grupo de ladrões alienígenas e contrabandistas chamados Saqueadores.[3] Luke Klein fornece a voz do jovem Peter Quill nas sequências animadas de flashback.
- Dave Bautista como Drax, o Destruidor: Um guerreiro altamente qualificado dos Guardiões, cuja família foi massacrada por Ronan.[3]
- Karen Gillan como Nebulosa: Um membro dos Guardiões que é órfã de um mundo alienígena e foi treinada por Thanos para ser sua assassina pessoal.[3]
- Pom Klementieff como Mantis: Um membro dos Guardiões com poderes empáticos, que também é meia-irmã de Quill.[3]
- Vin Diesel como Groot: Um membro dos Guardiões que é um humanóide em forma de árvore e cúmplice de Rocket.[3]
- Bradley Cooper como Rocket "Rocky" Raccoon:
Um membro dos Guardiões que é um caçador de recompensas guaxinim geneticamente modificado e um mestre em armas e táticas militares.[3]
- Sean Gunn como Kraglin Obfonteri: Um membro dos Guardiões e ex-segundo no comando de Yondu Udonta nos Saqueadores.[4]
- A banda Old 97's como uma banda alienígena em Luganenhum.[5] O vocalista Rhett Miller interpreta Bzermikitokolok, enquanto os companheiros de banda de Miller, Murry Hammond, Ken Bethea e Philip Peeples interpretam os membros da banda Kortolbookalia, Sliyavastojoo e Phloko, respectivamente.
- Michael Rooker como Yondu Udonta: Um bucaneiro de pele azul dos Saqueadores e ex-membro dos Guardiões que era uma figura paterna para Quill e morreu em Guardians of the Galaxy Vol. 2 (2017).[6][7] Yondu só aparece em flashbacks animados.
- Kevin Bacon como Uma versão fictícia de si mesmo, que é um herói para Quill e, consequentemente, é perseguido pelos outros Guardiões.[8]

Maria Bakalova fornece a voz de Cosmo, o cão espacial, um cão senciente que foi enviado ao espaço pela União Soviética. O personagem foi anteriormente retratado pelo cão ator Fred em Guardians of the Galaxy (2014). A esposa de Bacon, Kyra Sedgwick, tem uma participação especial de voz como uma versão ficcional de si mesma. Flula Borg aparece como um barman na Terra, e Mark Hamill aparece como um bêbado em Luganenhum não-creditado. Rusty Schwimmer interpreta Sara, a dona de uma loja para turistas que dá a Drax e Mantis o mapa da casa das estrelas.

## Produção

### Desenvolvimento
Em dezembro de 2020 o diretor da Marvel Studios, Kevin Feige, anunciou The Guardians of the Galaxy Holiday Special, um novo especial de televisão com os Guardiões da Galáxia a ser escrito e dirigido por James Gunn, o roteirista e diretor dos filmes dos Guardiões da Galáxia. Holiday Special foi o primeiro conteúdo que a Marvel Studios planejou criar para o Disney+ e foi originalmente concebido por Gunn durante a produção de Guardians of the Galaxy Vol. 2 (2017). Gunn acrescentou que o especial seria em live-action e cânone do Universo Cinematográfico Marvel (MCU), observando que quando criança ele era um fã de Star Wars Holiday Special (1978) e especiais animados de Natal, como Rudolph the Red-Nosed Reindeer (1964) e How the Grinch Stole Christmas! (1966).
The Guardians of the Galaxy Holiday Special tem cerca de 44 minutos de duração, e é o segundo "Marvel Studios Special Presentation" no UCM. Feige, Louis D’Esposito, Victoria Alonso, Brad Winderbaum, Sara Smith e Simon Hatt são os produtores executivos, junto com Gunn.

### Roteiro
Gunn disse que era "uma das minhas histórias favoritas de todos os tempos", com uma história "tão louca e divertida quanto pode ser" que ele "incomodou [Feige] infinitamente ao longo dos anos". Gunn terminou o roteiro em abril de 2021, depois de inicialmente escrever o rascunho "anos atrás". Gunn levou algumas horas para escrever o roteiro, e observou que a participação de Kevin Bacon foi uma inclusão rápida depois que ele descobriu a história do especial. Em junho, Vin Diesel, que dubla Groot no UCM, disse que Feige estava empolgado com uma história planejada para Groot retornar ao seu planeta natal, o Planeta X.
O elenco principal dos filmes dos Guardiões voltam aos seus papéis, focando em Drax e Mantis. Gunn decidiu se concentrar no relacionamento de Drax e Mantis no especial porque sentiu que esses personagens foram "postos de lado" em suas aparições fora dos filmes dos Guardiões da Galáxia entre o Vol. 2 e Guardians of the Galaxy Vol. 3 (2023). Ele descreveu os dois como "meio que Abbott e Costello, mas ambos são Costellos". A atriz de Mantis, Pom Klementieff, chamou Holiday Special de "muito pateta, muito engraçado e fofo", embora "também muito enraizado em algo muito, muito mais profundo, bonito e sincero".
The Guardians of the Galaxy Holiday Special é ambientado entre Thor: Love and Thunder (2022) e Guardians of the Galaxy Vol. 3 (2023). Gunn observou que havia partes do especial que ajudariam a configurar o material de Vol. 3, chamando Holiday Special de "Cavalo de Tróia" que lhe permitiu introduzir elementos importantes no Vol. 3 que ele não precisaria explicar no início do filme. Parte desse material inclui o preenchimento da história recente dos Guardiões, como eles agora operam fora de Luganenhum, têm uma nova nave chamada Bowie, Cosmo, o cão espacial agora é um membro dos Guardiões e "algumas partes maiores com spoiler". O especial foi descrito por Gunn como o epílogo da Fase Quatro do UCM.

### Elenco
The Guardians of the Galaxy Holiday Special terá Chris Pratt, Dave Bautista, Vin Diesel, Bradley Cooper, Karen Gillan, Pom Klementieff e Sean Gunn reprisando seus papéis dos filmes como os membros dos Guardiões da Galáxia Peter Quill / Senhor das Estrelas, Drax, o Destruidor, Groot, Rocket, Nebulosa, Mantis e Kraglin Obfonteri, respectivamente, junto com Michael Rooker como Yondu Udonta. Em outubro de 2022, foi revelado que Kevin Bacon apareceria no especial como uma versão fictícia de si mesmo, junto com Maria Bakalova dando voz a Cosmo, o cão espacial, antes de sua aparição em Vol. 3. O personagem foi interpretado pelo cão ator Fred em Guardians of the Galaxy (2014) e Vol. 2. A banda Old 97's também aparece no especial como a banda alienígena, enquanto a esposa de Bacon, Kyra Sedgwick, tem uma participação especial de voz.

### Filmagens
As filmagens do especial começaram em fevereiro de 2022, no Trilith Studios, em Atlanta, Geórgia, sob o título Poptart. As filmagens também ocorreram durante a produção de Guardians of the Galaxy Vol. 3, que durou de novembro de 2021 a maio de 2022, e usou os mesmos sets do filme. Henry Braham é o diretor de fotografia, depois de ser também em Guardians of the Galaxy Vol. 2 (2017) e Vol. 3. Gunn gostou de poder mudar para filmar o especial depois de fazer cenas para o vol. 3, dada a diferença tonal entre os dois com Vol. 3 sendo mais "emocional", e disse que as filmagens de Holiday Special foram mais fáceis do que as de Vol. 3.
O especial seria originalmente filmado durante o período de produção inicial de Vol. 3 em 2019, antes de vários atrasos na produção. Um dia de filmagem em Los Angeles era esperado no início de janeiro de 2022, mas não ocorreu devido à variante Omicron da COVID-19. As filmagens ocorreram no Atlanta Country Club no final de março de 2022, com várias decorações com temas de Natal sendo usadas, e no TCL Chinese Theatre em Hollywood em 28 de abril de 2022, com Bautista e Klementieff. Os sets apresentavam várias decorações e pôsteres com tema de Natal do personagem Kingo (Kumail Nanjiani), de Eternals (2021). As filmagens terminaram no final de abril de 2022.

### Pós-produção
Greg D'Auria é o editor do especial, enquanto Stephane Ceretti é o supervisor de efeitos visuais. Os efeitos visuais para o especial foram criados por Framestore, Rodeo FX, Crafty Apes, Sony Pictures Imageworks, Industrial Light & Magic, Wētā FX, Gradient / Secret Lab e Perception.

## Trilha sonora
Em janeiro de 2022, Gunn confirmou que John Murphy, compositor do Vol. 3, também faria a trilha do Especial de Natal. Gunn escolheu a música para o Holiday Special "muito cedo". Ele escreveu a letra da música de abertura, "I Don't Know What Christmas Is (But Christmastime Is Here)", e chamou Rhett Miller do grupo Old 97's para ajudá-lo a compô-la. Uma música existente do Old 97's também foi pega e regravada com Bacon para o final do especial. A trilha sonora do especial, composta por Murphy, junto com sua trilha sonora, foi lançada digitalmente pela Hollywood Records e Marvel Music em 23 de novembro de 2022.
| The Guardians of the Galaxy Holiday Special (Original Soundtrack) |                                                              |                        |         |  |
| N.º                                                               | Título                                                       | Artist(s)              | Duração |  |
| 1.                                                                | "I Don't Know What Christmas Is (But Christmastime Is Here)" | Old 97's               | 3:03    |  |
| 2.                                                                | "How Yondu Ruined Christmas"                                 |                        | 1:34    |  |
| 3.                                                                | "Telekinesis"                                                |                        | 1:42    |  |
| 4.                                                                | "Kevin at Home"                                              |                        | 1:57    |  |
| 5.                                                                | "Chasing Kevin"                                              |                        | 1:22    |  |
| 6.                                                                | "Mantis Fights Back"                                         |                        | 1:35    |  |
| 7.                                                                | "He's an Actor!"                                             |                        | 1:17    |  |
| 8.                                                                | "The Best Christmas Present"                                 |                        | 2:25    |  |
| 9.                                                                | "Kraglin Explains"                                           |                        | 1:26    |  |
| 10.                                                               | "How the Story Really Ended"                                 |                        | 1:29    |  |
| 11.                                                               | "Mantis Reveals Her Secret"                                  |                        | 1:28    |  |
| 12.                                                               | "Here It Is Christmastime"                                   | Kevin Bacon & Old 97's | 3:26    |  |
| Duração total:                                                    | Duração total:                                               | Duração total:         | 22:44   |  |

| The Guardians of the Galaxy Holiday Special curated soundtrack |                                                              |                                 |         |  |
| N.º                                                            | Título                                                       | Artist(s)                       | Duração |  |
| 1.                                                             | "Dead by X-Mas"                                              | Hanoi Rocks                     | 2:58    |  |
| 2.                                                             | "Christmas Treat"                                            | Julian Casablancas              |         |  |
| 3.                                                             | "Mrs. Claus"                                                 | Little Jackie                   |         |  |
| 4.                                                             | "Just Like Christmas"                                        | Low                             | 3:08    |  |
| 5.                                                             | "Christmastime"                                              | The Smashing Pumpkins           | 3:18    |  |
| 6.                                                             | "Fairytale of New York"                                      | The Pogues feat. Kirsty MacColl | 4:33    |  |
| 7.                                                             | "Christmas Wrapping"                                         | The Waitresses                  | 4:30    |  |
| 8.                                                             | "Is This Christmas?"                                         | The Wombats                     | 3:34    |  |
| 9.                                                             | "I Want an Alien for Christmas"                              | Fountains of Wayne              |         |  |
| 10.                                                            | "I Don't Know What Christmas Is (But Christmastime Is Here)" | Old 97's                        | 3:03    |  |
| 11.                                                            | "Here It Is Christmastime"                                   | Kevin Bacon & Old 97's          | 3:26    |  |

## Marketing
Em agosto de 2022, um calendário do Advento de Lego de The Guardians of the Galaxy Holiday Special foi revelado, que foi lançado em 1º de setembro. O trailer do especial foi lançado em 25 de outubro de 2022. Amanda Lamadrid, do Screen Rant, sentiu que o trailer oferecia "uma brincadeira selvagem e comovente" e "mais informações sobre o enredo selvagem". Lamadrid observou como retratava "uma das piadas clássicas da série de maneira charmosa", particularmente Peter Quill referindo-se a Kevin Bacon como "o maior herói da Terra" em Guardians of the Galaxy (2014). Em novembro de 2022, a empresa de casa inteligente Vivint lançou um comercial promovendo o especial e seus produtos. Dois episódios da série Marvel Studios: Legends foram lançados em 23 de novembro de 2022 no Disney+, explorando Mantis e Drax usando imagens de suas aparições anteriores no UCM; os episódios, entretanto, foram removidos logo após seu lançamento.

## Lançamento
The Guardians of the Galaxy Holiday Special foi lançado no Disney+ em 25 de novembro de 2022. Uma exibição especial ocorreu em 18 de novembro de 2022, na NeueHouse em Hollywood. É a conclusão da Fase Quatro do UCM.